# Rich King
Richard Thomas "Rich" King (Lincoln, Nebraska; 4 de abril de 1969) es un exjugador de baloncesto estadounidense que disputó cuatro temporadas en Seattle SuperSonics de la NBA. Con 2,18 metros de estatura, jugaba en la posición de pívot.

## Trayectoria deportiva

### Universidad
King asistió a la Universidad de Nebraska, donde jugó al baloncesto durante 4 temporadas en los Cornhuskers. En su campaña júnior promedió 16,1 puntos y 7,4 rebotes, mientras que en su último año universitario sus números fueron de 15,5 puntos y 8,1 rebotes por partido.

### Profesional
King fue seleccionado por Seattle SuperSonics en la 14.ª posición del 1991. En su primera temporada en la liga firmó 2.2 puntos y 1.2 rebotes en 40 partidos jugados. En un partido ante New York Knicks, el entrenador George Karl alineó a King en el quinteto titular, y tras anotar los 4 primeros puntos de su equipo y conseguir 2 rebotes, fue enviado al banquillo para el resto del encuentro, lo que hizo que más tarde Karl se disculpara con él. Debido a los problemas con sus rodillas, King solamente jugó 32 partidos en los siguientes tres años, siendo operado en varias ocasiones. 
Tras abandonar los Sonics, King participó en training camps con Minnesota Timberwolves, Denver Nuggets y Vancouver Grizzlies, jugando también en Sioux Falls Skyforce de la CBA hasta que las lesiones le forzaron a la retirada.

## Estadísticas de su carrera en la NBA

### Temporada regular
| Año     | Equipo  | PJ | PT | MPP | %TC  | %3P  | %TL   | RPP | APP | ROB | TPP | PPP |
| ------- | ------- | -- | -- | --- | ---- | ---- | ----- | --- | --- | --- | --- | --- |
| 1991-92 | Seattle | 40 | 2  | 5.3 | .380 | .000 | .756  | 1.2 | .3  | .1  | .1  | 2.2 |
| 1992-93 | Seattle | 3  | 0  | 4.0 | .400 | —    | 1.000 | 1.7 | .3  | .0  | .0  | 2.0 |
| 1993-94 | Seattle | 27 | 0  | 2.9 | .441 | .000 | .500  | .7  | .3  | .0  | .1  | 1.5 |
| 1994-95 | Seattle | 2  | 0  | 3.0 | .000 | —    | .000  | .0  | .0  | .0  | .0  | .0  |
| Total   |         | 72 | 2  | 4.3 | .393 | .000 | .662  | 1.0 | .3  | .1  | .1  | 1.9 |